# تاش‌خواجه اسیری
تاش‌خواجه اسیری (۱۲۸۱-۱۳۳۴ قمری/۱۸۶۴-۱۹۱۶ میلادی) شاعر تاجیک اهل امپراتوری روسیه بود.
تاش‌خواجه در خانواده‌ای که پیشه‌یشان ساخت سنگ آسیاب بود زاده شد. تحصیلات مقدماتی را در خجند گذراند و در ۱۸۸۲ میلادی به خوقند رفت و پس از آموختن زبان‌های روسی و ترکی به خجند بازگشت و حرفهٔ پدرش را پی گرفت. شعرهای او در قالب‌های مثنوی، قصیده، غزل و ... و به سبک بیدل دهلوی نزدیک بود. او به چهره‌های جنبش روشنفکری تاجیک، مانند صدرالدین عینی و احمد دانش آشنا بود و با آنان همفکری داشت. مجموعهٔ اشعار او در ۱۹۶۰ میلادی منتشر شده است.